# Acquaviva (San Marino)
Acquaviva (Aquaviva in romagnolo nella variante sammarinese) è un castello della Repubblica di San Marino di 2 144 abitanti ed un'estensione di 4,86 km².

## Geografia fisica
Il territorio di Acquaviva si estende tra la valle del rio San Marino e il fosso del Re, dove alla confluenza nel rio si trova Gualdicciolo. Il punto più elevato del castello è a 414 metri d'altezza. 
Confina con i castelli di Borgo Maggiore e Città di San Marino e con i comuni italiani di San Leo (IT-RN) e Verucchio (IT-RN).

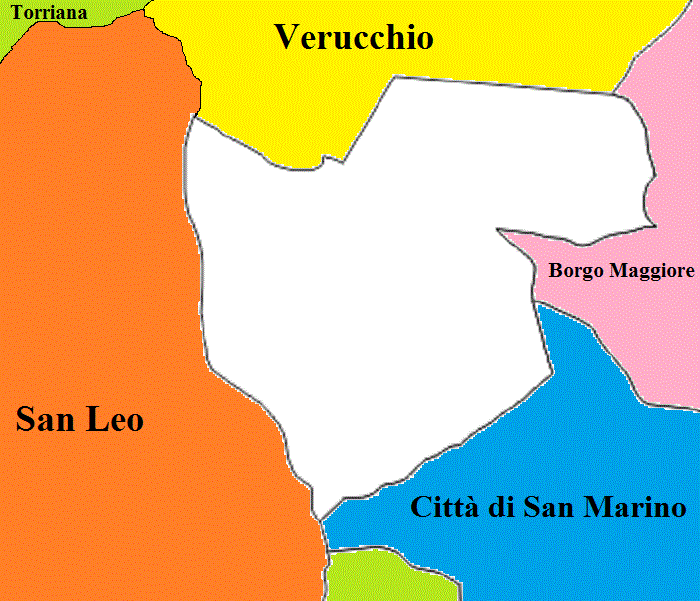
Mappa del castello di Acquaviva con i castelli e i comuni confinanti.

## Storia
La leggenda vuole che la grotta della rupe della Baldesserona sia stato il primo rifugio di san Marino e san Leo.
Deve il suo nome ad un'importante sorgente ai piedi del Monte Cerreto e su questo colle sorgeva anticamente la corte di Stirvano dove fu redatto nell'885 il Placito Feretrano, il più antico documento della Repubblica di San Marino. Il 19 dicembre 1243 Guido di Cerreto, figlio di Guidone Lambertizio, vendette ai sammarinesi ogni privilegio di riscuotere tributi, per il passaggio nelle corti dei castelli di Cerreto, di Ventoso e dello stesso territorio appartenente al castello e alla curia di San Marino.

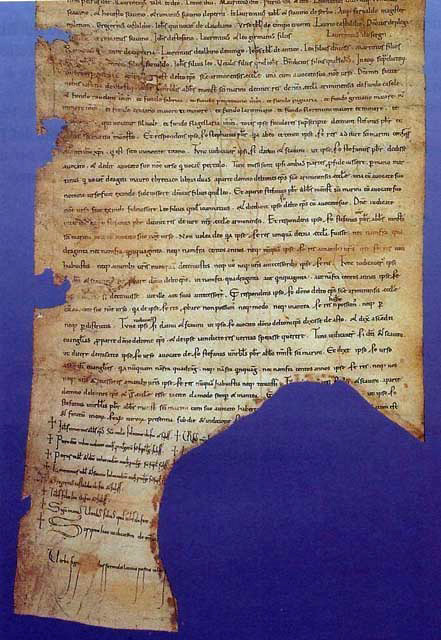
Il Placito Feretrano scoperto da Annibale degli Abati Olivieri nel 1749

### Simboli
Gli alberi dello stemma fanno riferimento al vecchio toponimo del castello che era Montecerreto.

## Società

### Evoluzione demografica
Abitanti censiti

## Geografia antropica

### Curazie
- Gualdicciolo
- La Serra

## Economia
A valle di Acquaviva, presso il confine con l'Italia, sorge la curazia (frazione) di Gualdicciolo sul rio San Marino, dove vengono prodotti i liquori di maggior parte della produzione nazionale sammarinese, nel Liquorificio Cesarini, aperto nel 1968.

## Amministrazione
La casa di Castello si trova in piazza Castello Montecerreto, 1.
Alle elezioni del 29 novembre 2020 è stato eletto come Capitano di Castello Enzo Semprini, dell'unica lista civica, Noi per Acquaviva, aggiudicandosi tutti e sei i seggi della Giunta di Castello.
| Periodo          | Periodo          | Primo cittadino          | Partito                            | Carica               | Note |
| ---------------- | ---------------- | ------------------------ | ---------------------------------- | -------------------- | ---- |
| 25 maggio 1980   | 2 giugno 1984    | Maurizio Ghiotti         | PDCS                               | Capitano di Castello |      |
| 3 giugno 1984    | 3 giugno 1989    | Loris Mazza              | PDCS                               | Capitano di Castello |      |
| 4 giugno 1989    | 11 giugno 1994   | Maurizio Ghiotti         | PDCS                               | Capitano di Castello |      |
| 12 giugno 1994   | 12 dicembre 1998 | Graziano Tabarrini       | Lista civica                       | Capitano di Castello |      |
| 13 dicembre 1998 | 7 giugno 2009    | Silvano Semprini         | Lista civica                       | Capitano di Castello |      |
| 7 giugno 2009    | 21 febbraio 2013 | Loretta Mary Grace Mazza | Lista civica                       | Capitano di Castello |      |
| 20 marzo 2013    | 29 novembre 2020 | Lucia Tamagnini          | Lista civica Insieme per Acquaviva | Capitano di Castello |      |
| 29 novembre 2020 |                  | Enzo Semprini            | Lista civica Noi per Acquaviva     | Capitano di Castello |      |

### Gemellaggi
- Froges, dal 1984

## Sport
La squadra di calcio del castello è la Virtus, vincitrice del Trofeo Federale 1988, della Coppa Titano 2022-2023 e della Supercoppa Sammarinese 2023.